# Arrodets-ez-Angles
Arrodets-ez-Angles è un comune francese di 111 abitanti situato nel dipartimento degli Alti Pirenei nella regione dell'Occitania.

## Storia

### Simboli
Lo stemma del comune di Arrodets-ez-Angles si blasona:
Era un villaggio che dipendeva dai baroni di Angles. La croce rappresentata sulla collina rievoca la leggenda della croce miracolosa di un eremita che tornava ogni volta al suo posto quando dei pastori per dispetto la facevano rotolare in un burrone. La ruota viene dall'attività degli abitanti che fabbricavano, dal XVI al XVII secolo, ruote, timoni di aratro ecc., da cui probabilmente proviene il nome del villaggio. Il grillo farebbe riferimento al soprannome dato ai paesani: ets grilhous, "i grilli".

## Società

### Evoluzione demografica
Abitanti censiti